# Hyacinthe Alchimowicz
Hyacinthe Alchimowicz, né le 1er septembre 1841 à Dziembrów (près de Vilnius) et mort le 27 août 1916 à Perpignan, est un artiste peintre franco-polonais.

## Biographie
Après avoir terminé sa scolarité et obtenu son diplôme à Vilnius, il étudie la peinture auprès de Kanuty Rusiecki (1800-1860).
En 1863, accompagné de son frère ainé Kazimierz Alchimowicz également peintre, il participe à l’Insurrection de Janvier. 
En 1864, il émigre en France et s’installe à Perpignan; son frère quant à lui est exilé au-delà de l’Oural pour 6 années.
Il travaille comme dessinateur dans une entreprise de construction ferroviaire, puis en 1872, commence à étudier la peinture à Perpignan.
Il s’installe provisoirement à Paris, où il retrouve son frère et rencontre Michał Elwiro Andriolli .
En 1876, il devient professeur de dessin au Collège et à l’Ecole-Normale de Perpignan.
Il participe à de nombreuses expositions en France, et également en Pologne.
Il épouse Irma Amiel, le couple aura deux enfants, Edwige et Wanda. Il seront tous naturalisés français en 1891.
Il est nommé officier d'académie en 1892.
Veuf en juillet 1916, il meurt un mois après son épouse, à l'âge de 74 ans.